# Il'ja Nikolaevič Ul'janov
Il'ja Nikolaevič Ul'janov (in russo Илья Николаевич Ульянов?; Astrachan', 31 luglio 1831, 19 luglio del calendario giuliano – Simbirsk, 24 gennaio 1886, 12 gennaio del calendario giuliano) è stato un insegnante e politico russo.
Di opinioni conservatrici, attivo nell'Impero russo nel campo dell'istruzione pubblica, è noto soprattutto per essere stato il padre di Vladimir Lenin, il leader bolscevico fondatore dell'Unione Sovietica, e di Aleksandr Il'ič Ul'janov, che fu giustiziato per il suo tentativo di assassinare lo zar reazionario Alessandro III nel 1887, e di Anna Il'inična Ul'janova, rivoluzionaria russa.

## Biografia

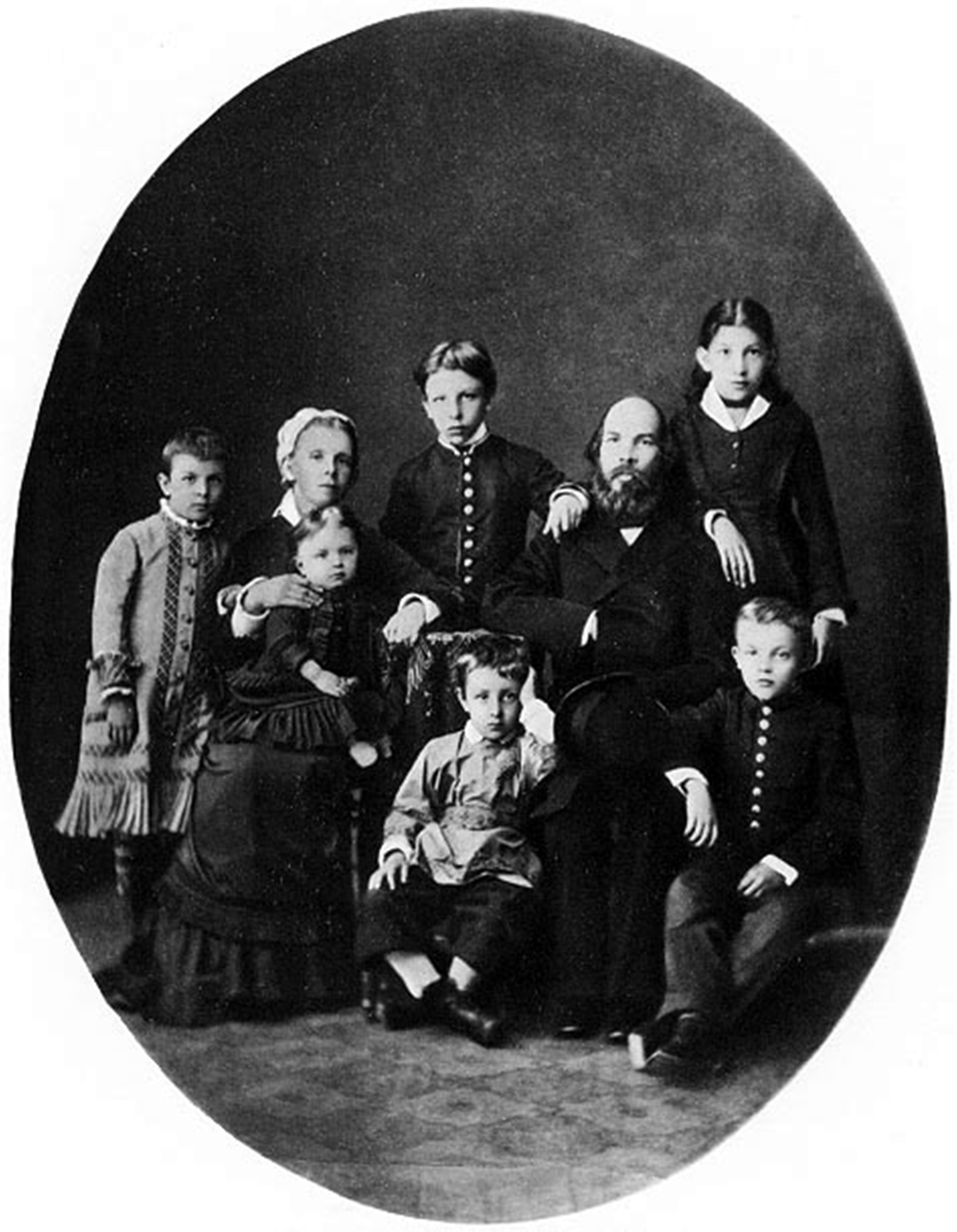
La famiglia Ul'janov nel 1879.

Il'ja Ul'janov nacque ad Astrachan', nella Russia meridionale, da padre di etnia ciuvascia, Nikolaj Vasil'evič Ul'janov, o Ul'janin (1765-1838), un sarto ed ex-servo della gleba originario del Sergačskij rajon, nel governatorato di Nižnij Novgorod, affrancatosi dal ricco proprietario terriero Stepan Michajlovič Brechov, e da madre di etnia calmucca, Anna Alekseevna Smirnova (1793-1871), figlia a sua volta di un ricco commerciante, Aleksej Luk'janovič Smirnov. I genitori si sposarono nel 1823, ed ebbe tre sorelle e un fratello.
Di religione ortodossa, devoto e praticante fino alla fine della sua vita, si laureò nel 1854 presso il dipartimento di fisica e matematica dell'università di Kazan', col famoso professore Lobačevskij, uno dei fondatori delle geometrie non-euclidee. Dal 1855 insegnò matematica e fisica per l'istituto di Penza per la dvorjanstvo, e successivamente per un ginnasio di una scuola femminile di Nižnij Novgorod. Durante il periodo d'insegnamento a Penza, condusse delle osservazioni meteorologiche, sulla base delle quali avrebbe scritto un paio di lavori scientifici intitolati Sui Vantaggi delle Osservazioni Meteorologiche e alcune Conclusioni sul loro Uso per Penza e Sui temporali e i parafulmini.
Nel 1863 sposò Marija Aleksandrovna Blank, che aveva conosciuto nel periodo all'Istituto dei nobili di Penza, dalla quale ebbe otto figli, due dei quali morirono in tenerissima età: Anna; Aleksandr; Ol'ga (1868-1869); Vladimir, il futuro Lenin; Ol'ga (1871-1891); Nikolaj (1873-1873); Dmitrij (1874-1943) e Marija. Educò il figlio Vladimir all'amore per gli studi, al senso del dovere e alla tenacia.
Nel 1869 fu nominato ispettore delle scuole pubbliche della gubernija di Simbirsk, diventandone direttore col grado di consigliere di Stato tra il 1874 e il 1886. Nel 1882 fu quindi promosso Consigliere di Collegio, 6º rango della tavola dei ranghi della Russia imperiale, che gli conferì il privilegio ereditario della dvorjanstvo (la nobiltà russa) con il quarto grado della gerarchia, ottenendo l'assegnazione della croce di San Vladimiro di III classe.
Era un uomo ben istruito, con eccellenti capacità organizzative e didattiche. Alcuni storici sovietici ritenevano che le sue opinioni pedagogiche si fossero formate sotto l'influenza delle idee rivoluzionarie di Nikolaj Černyševskij e di Nikolaj Dobroljubov. Contribuì immensamente all'elaborazione della teoria e della pratica dell'istruzione elementare. Fu un sostenitore degli uguali diritti di istruzione indipendentemente dal genere, dalla nazionalità e dallo status sociale. Nel 1871 inaugurò la prima scuola per ciuvasci a Simbirsk, che si sarebbe in seguito trasformata nel seminario per insegnanti ciuvasci. Istituì anche le scuole nazionali per mordvini e tatari. Inoltre, organizzò e presiedette diversi congressi di insegnanti, e altri eventi del genere.
Monarchico, come la moglie e all'esatto contrario di tutti i suoi figli, e conservatore liberale, era impegnato nella riforma dell'emancipazione del 1861, introdotta dallo zar riformista Alessandro II, di cui era un grande ammiratore: evitò i radicali politici e non ci sono prove che la polizia l'abbia mai messo sotto sorveglianza per il pensiero sovversivo. Sostenitore indiscusso dell'autocrazia zarista ed estraneo a qualsiasi velleità rivoluzionaria, per il padre del rivoluzionario Lenin il timore di Dio contava più dello sconvolgimento politico. Per reazioni improntate all'esecrazione dell'attentato rivoluzionario che costò la vita allo zar Alessandro II, il 16 marzo 1881 prese parte alla commemorazione del defunto zar nella cattedrale di Simbirsk, piangendo tristemente l'autocrate con l'uniforme da ufficiale. Sotto il nuovo zar Alessandro III, in un clima di decisa stretta reazionaria, le scuole popolari furono prese di mira come focolaio sovversivo, così venne ostracizzato col prepensionamento.
Il 24 gennaio 1886 morì improvvisamente per un'emorragia cerebrale a Simbirsk, successivamente rinominata Ul'janovsk, in onore del figlio Lenin. La pensione lasciata alla vedova, le rendite delle terre, le pigioni degli affittuari e qualche economia permisero alla famiglia di continuare a vivere con sufficiente agiatezza.